# Grammia approximata
Grammia approximata är en fjärilsart som beskrevs av Richard Harper Stretch 1885. Grammia approximata ingår i släktet Grammia och familjen björnspinnare. Inga underarter finns listade i Catalogue of Life.